# Młyniec (województwo warmińsko-mazurskie)
Młyniec – kolonia w Polsce położona w województwie warmińsko-mazurskim, w powiecie braniewskim, w gminie Lelkowo.
W latach 1975–1998 miejscowość administracyjnie należała do województwa elbląskiego.